# Serie 3250 de CP
La serie 3250 es un tipo de automotor al servicio de la empresa pública que gestiona el transporte ferroviario en Portugal - CP (Comboios de Portugal).

## Características de Explotación
- Ancho de vía: 1668 mm
- Naturaleza del servicio: Suburbano
- Número de cabinas de conducción: 2
- Velocidad máxima: 90 km/h

Enganches:
- Extremos: automático Scharfenberg tipo 10
- Intermedios: semi permanente Scharfenberg Schaku

Comando en unidades múltiples: (1 x U.Q.Y. + 1 x U.T.Y.)
Esfuerzo de tracción
- En el arranque: 105 kN
- A velocidad máx.: 16 kN
- Velocidad correspondiente al régimen continuo (nominal): 750 V
- Esfuerzo de tracción a velocidad máxima (trabajo): 750 V

Aceleración
- En vacío: 0,45 m/s2
- Tiempo de aceleración (de los 0 a los 40 km/h): 25 segundos

Esfuerzo de Freno Dinámico:
- Máximo en las Ruedas (de 5 a 39 km/h): 84 kN
- A Velocidad máxima: 72 kN

Freno de Servicio
- Distancia de parada (de 90 a 0 km/h, en vacío y con carril seco): 340 m
- Desaceleración máxima: 1,0 m/s2

Puertas
- Fabricante: Faiveley
- Accionamiento: Neumático, con sistema antiatrape
- Número (por lateral) y longitud útil: 12 x 900 mm
- Altura del piso (respecto al plano de rodaje): 1261 mm

Capacidad
Lugares sentados:
- Por motor: 52
- Por remolque: 52
- Total por unidad cuádruple (U. Q. Y.): 208

Lugares en pie:
- Carga normal (3 pasajeros/m²):339
- Carga máxima (5 pasajeros/m²): 565
- Sobrecarga (5 pasajeros/m² corredores + 7 pasajeros/m² vestíbulos): 710

Cargas (70 kg/passageiro):
- Normal: 38,8 toneladas
- Máxima: 54,3 toneladas
- Sobrecarga: 64,3 toneladas
- Tara en orden de marcha: 142,5 toneladas
- Tara en orden de marcha (UQE c/ Rp2 de caja metalizada): 147,0 toneladas

Pesos:
- Motor de tracción: 1.794 kg
- Conversor de tracción y filtro de Entrada: 2.851 kg
- Conversor auxiliar: 2.000 kg
- Aparato de aire condicionado: 1.500 kg
- Resistencia de trabajo: 550 kg
- Bobina de alisamiento: 800 kg

Bogies:
- Motores (Schlieren) 26.000 kg
- Motores (Sorefame) 23.000 kg
- Libres (Flexicoil) 11.400 kg
- Libres (Schlieren) 10.900 kg
- Libres (Sorefame) 9.800 kg

## Confort e información a los Pasajeros
Equipamiento de Climatización
- Fabricante: Temoinsa
- Fluido refrigerante: R - 134a

Características de las salas:
- Caudal de aire exterior: 1.100 m3/h
- Caudal de aire de retorno: 4.400 m3/h
- Caudal de aire total: 5.500 m3/h
- Potencia de refrigeración: 50,7 kW
- Potencia de calentamiento: 16 kW

Características de las Cabinas:
- Caudal de aire tratado: 800 m3/h
- Potencia de refrigeración: 6,1 kW
- Potencia de calentamiento: 3,5 kW

Instalación Sonora
- Fabricante: Temoinsa
- Tipo: Telink
- Funcionalidades: Mensajes pregrabados y música ambiente con control de volumen

Indicación de Destino
- Fabricante: Temoinsa
- Tipo: Telink
- Funcionalidades: Tecnología LED1, en cada extremo de los vehículos

## Características de Tracción
Motor de Tracción
- Fabricante: GEC
- Cantidad por UTE:4
- Tipo: G340BZ y WT340A
- Potencia eléctrica continua: 425 kW
- Velocidad de rotación nominal: 930 a 1300 rpm
- Frecuencia (Ripple): 300 Hz
- Aislamiento: Clase H
- Otras características: Corriente continua, tetrapolar, con ventilación forzada
- Relación de transmisión: 1:4,94

Tensión:
- Nominal (Régimen Continuo): 750 V
- Máxima (Retención): 750 V

Intensidad
- Nominal (Régimen continuo - campo pleno): 142 A
- Nominal (Régimen continuo - reducción de campo): 153 A
- Máxima (Arranque): 320 A
- Máxima (Retención): 240 A

Conversor de Tracción
- Fabricante: Alstom
- Tipo: 11SF083B2
- Entrada: 1.500 V cc
- Valores límites de tensión: 1.000 a 2.000 V cc
- Salidas: 850 a 1.500 V cc
- Corriente media de Tracción: 338 A rms
- Corriente máxima: 640 A (320 A por bogie motor)
- Corriente máxima de trabajo: 600 A (300 A por bogie motor)
- Características: Reducción de campo automático,por GTO's 4500 V / 2500 A a 375 Hz

Transmisión de Movimiento
- Fabricante: Alstom
- Tipo: Eléctrica continua

Diámetro de las Ruedas
- Motoras: 1050 mm
- Remolques: 850 mm
- Disposición de los ejes: 2' 2' + B'o B'o + 2' 2' + 2' 2'
- Potencia máxima: 960 kW

## Sistemas de Seguridad y de Alimentación de Energía
Freno
- Fabricante Knorr
- Distribuidor de Freno: KE 3.3

Características:
- Automático: UIC con comando electroneumático
- Dinámicos: Eléctrico por recuperación
- Estacionamiento: Peacock 840-FR
- Hombre muerto: Sécheron - Hasler
- Registador de velocidades: Hasler Teloc 2200

Sistema Radio Solo-Comboi
- Fabricante: ASCOM/SISTEL
- Tipo: BG550 CP-N

Sistema Automático de Control de Velocidad
- Fabricante: Siemens

Producción de Aire Comprimido
- Compresor: Rotativo de ventilador, tipo SL
- Fabricante: Knorr-Bremse
- Tipo: SL 22-8
- Presión nominal: 10 bar
- Velocidad de rotación: 1.445 rpm
- Caudal: 1.350 m3/minuto
- Potencia: 15 kW

Conversor auxiliar
- Fabricante: Alstom
- Entrada: 1500 V cc
- Salidas 1: 380 V ± 2% a 50 Hz
- Salidas 2: 110 ± 5 V cc
- Potencia de Salidas 1: 131 kVA
- Potencia de Salidas 2: 15 kW

Disyuntor principal
- Fabricante: Holec
- Poder de Corte: 32 kA / 47 ms; 40 kA / 22 ms; 52 kA / 10 ms
- Corriente de regulación: 1000 a 1600 A
- Tensión de alimentación: 1500 V, cc
- Cargador de baterías: Dos salidas del conversor auxiliar

Baterías
- Tipo: Ácidas (Pb)
- Tensión: 4 x 24V dc
- Capacidad: 90 Ah
- Número de elementos: 48

Otras Características:
Año de entrada en servicio (tras modernización): 1998
Número de unidades: 21
Constructores
- Caja: Sorefame
- Bogie: Sorefame / Schlieren / Flexicoil
- Lubrificadores de verdugos: No tiene
- Arenero: No tiene

Pintura de la Caja
Colores Laterales
- Perfil Ómega: Azul Safira RAL 5003
- Franja entre el perfil ómega y las ventanas: Amarillo RAL 1003

Frentes
- Moldura de poliéster: Amarillo RAL 1003
- Franja bajo el enganche: Azul Safira RAL 5003